# Merops (Argos)
Merops (altgriechisch Μέροψ Mérops) war in der griechischen Mythologie der Sohn von Thestros, dem König von Argos. Er war der Vater des Aristodamidas, der nach ihm den Thron bestieg. Nach Theophilus von Antiochien war sein Bruder Akoos König von Argos und Vater des Aristodamidas.